# Muntlighetsprincipen
Muntlighetsprincipen är en princip som tillämpas vid allmänna domstolar i Sverige. Den innebär att all bevisning skall upptas muntligen av rätten. Skriftliga bevis skall läsas upp och vittnesattester är förbjudna. Parterna och vittnena skall tala fritt och får bara i undantagsfall läsa innantill. Skriftliga dokument som ingetts till rätten men som inte lästs upp under huvudförhandling får inte rätten ta hänsyn till. Se även den närliggande omedelbarhetsprincipen.